# Liste der Monuments historiques in Berric
Die Liste der Monuments historiques in Berric führt die Monuments historiques in der französischen Gemeinde Berric auf.

## Liste der Bauwerke
| Bezeichnung                   | Beschreibung | Standort       | Kennzeichnung | Schutzstatus | Datum | Bild |
| ----------------------------- | ------------ | -------------- | ------------- | ------------ | ----- | ---- |
| Kapelle                       |              | Kercoha (Lage) | PA00091030    | Inscrit      | 1929  |      |
| Kapelle Notre-Dame-des-Vertus |              | (Lage)         | PA00091031    | Classé       | 1930  |      |
| Schloss Trémohar              |              | (Lage)         | PA00091032    | Inscrit      | 1960  |      |
| Brunnen Notre-Dame-des-Vertus |              | (Lage)         | PA00091033    | Classé       | 1964  |      |

## Liste der Objekte
- Monuments historiques (Objekte) in Berric in der Base Palissy des französischen Kultusministeriums